# Kim Young-hee (Bildhauerin)
Kim Young-Hee (* 1944 in Gyeongju, Südkorea) ist eine südkoreanische Bildhauerin.

## Leben
1969 machte Kim ihren Abschluss als Meisterschülerin an der Hongik Universität in Seoul. Von 1971 bis 1977 arbeitete sie als Kunstlehrerin und wurde 1981 Lehrerin an der Inh-Hua-Universität. Nach dem Tod ihres ersten Ehemannes wanderte sie mit ihren drei Kindern nach Deutschland aus. Im Dezember 1981 folgte ein Umzug nach München, wo sie als freie Bildhauerin arbeitet. Hier heiratete sie einen 14 Jahre jüngeren Deutschen, mit dem sie zwei weitere Kinder bekam. Über ihre Auswandergeschichte schrieb sie auf Koreanisch ein Buch, das 1992 erschien und mit über 2 Millionen verkauften Exemplaren zum Bestseller wurde. Internationale Anerkennung erlangte Kim mit ihren Skulpturen aus Maulbeerpapier, Sinnbilder des traditionellen Korea, seiner Kultur und seiner Menschen. Kim ist in Südkorea eine bekannte bildende Künstlerin und erfolgreiche Schriftstellerin, deren andere Romane auch Bestsellerstatus erreichten. Sie hatte über 70 Soloausstellungen weltweit. Kim lebt und arbeitet in Penzing bei München.

## Einzelausstellungen
- 1978 Seoul/Südkorea, Chosun Hotel
- 1979 Seoul/Südkorea, Space Art Gallery
- 1981 München, Stadtmuseum
- 1981 Bonn, IfA-Galerie
- 1981 Limburg/Lahn, Stadtmuseum
- 1981 Berlin, Sonderausstellung Völkerkundemuseum
- 1982 Emmen/Niederlande, Theater de Muzeval
- 1982 Breda/Niederlande, Völkerkundemuseum
- 1982 Eindhoven/Niederlande, Philips Ontspannings Centrum
- 1983 Regensburg, Art and Art Historische Sammlung
- 1983 München, Galerie Richard Grimm
- 1984 Düsseldorf, Flughafen
- 1984 Bonn, Dresdner Bank
- 1984 Nuremberg, Galerie KIG
- 1984 München, Galerie Richard Grimm
- 1985 Gröbenzell, Rathaus
- 1985 Sankt Augustin, Rathaus
- 1985 Essen, Galerie Calico
- 1985 Augsburg, Galerie Fischer
- 1985 München, Galerie Richard Grimm
- 1985 Paris, Kulturzentrum der Südkoreanischen Botschaft
- 1986 Basel/Schweiz, Galerie Jäggi
- 1986 Marburg, Galerie Nostalgie/Kunst
- 1986 Düsseldorf, Galerie 62
- 1986 Darmstadt, Galerie Charlotte Hennig
- 1987 Gengenbach, Haus Löwenberg
- 1987 München, Galerie Richard Grimm
- 1988 Sonderausstellung in Frankreich: La Rochelle, Maison Municipale des Jeunes Ile de Ré Arachon, Bordeaux
- 1988 München, Sonderausstellung Gasteig
- 1988 Hamburg, Galerie Dr. Karl Hennig
- 1988 Nördlingen, Rathaus
- 1989 Hameln, Galerie Christel Fahrenhorst
- 1989 Strasbourg/Frankreich, La Galerie Gabrielle Fliegans
- 1990 Bonn, IfA-Galerie
- 1990 Seoul/Südkorea, The Chson Ilbo Art Gallery
- 1991 Gengenbach, Museum Haus Löwenberg
- 1992 Seoul/Südkorea, Hyundai Gallery
- 1993 Hamm, „Elektrozentrale“ Maximilianpark
- 1993 Augsburg, Städtische Sammlung, Schaezlerpalais
- 1994 Würzburg, Galerie im Schildhof
- 1994 Seoul/Südkorea, Hyundai Gallery
- 1994 Seoul/Südkorea, Choson Art Gallery
- 1994 Kronberg bei Frankfurt, Galerie Hellhof
- 1995 Seoul/Südkorea, Hyundai Gallery
- 1996 Art Cologne
- 1997 Art Cologne
- 1997/98 Seoul/Südkorea, Hyundai Gallery
- 1998/99 Hameln, Galerie Christel Fahrenhorst
- 2000 Landsberg am Lech, New Municipal Museum
- 2001/02 Seoul/Südkorea, Hyundai Gallery
- 2003/04 Seoul/Südkorea, Hyundai Gallery
- 2006 München, Galerie Terminus
- 2008 Heidelberg, Galerie p13
- 2008 Seoul/Südkorea, Hyundai Gallery mit Chosun Art Gallery
- 2008 Köln, Art.Fair, rupa publishing
- 2010 Südkorea, Solo-Ausstellung zum 90. Geburtstag der Chosun Ilbo
- 2011 Viernheim, Brücken schlagen, Kunstraum Gerdi Gutperle

## Gruppenausstellungen
- 1979 Paris, UNESCO Puppen-Ausstellung
- 1983 Gandria/Schweiz, La Cipolla
- 1985 Madrid/Spanien, International Art Fair Arco
- 1985 München, Galerie Lee
- 1986 Düren, 1st International Biennial Festival of Paper Art in Düren

## Performance und Installationen
- 1980 Südkoreanisches Staatsfernsehen; 16-Teilserien: Dances and plays with masks by Kim Young-Hee
- 1985 München, Maximilianstrasse, Galerie Richard Grimm
- 1986 Darmstadt, Großes Haus, Galerie Charlotte Hennig
- 1987 München, Lenbachhaus, MUDANG
- 1988 München, Gasteig
- 1989 München, Galerie b15
- 1991 Frankfurt, Museum für Kunsthandwerk
- 2001 München, TamS Theater „A Woman’s Life—Where Are You Going, White Buddha?“